# Белорусский букварь, или Первая наука чтения
Белорусский букварь, или первая наука чтения (бел. Беларускі лемантар, або першая навука чытання, в оригинале: «Biełaruski lementar abo Pierszaja nawuka czytańnia», «Беларуски лемэнтар або Першая навука чытаньня») — первый букварь на белорусском языке. Опубликован в 1906 году в Санкт-Петербурге в издательском сообществе «Заглянет солнце и в наше оконце».
В числе возможных авторов букваря упоминается Казимир Кастравицкий (Карусь Каганец), Тётка (Алоиза Пашкевич), Вацлав Ивановский. Образцом для него стал польский букварь Конрада Прушинского. Учебник издан как на латинице, так и на кириллице. Здесь впервые используется белорусская лингвистическая терминология.

## Предыстория
Во второй половине XIX века появился ряд произведений белорусской литературы. Но их авторы пока не смогли издать учебник для практических занятий. Лингвистические исследования Ивана Носовича, Евфимия Карского и другие не привели к внедрению белорусского языка в преподавание. В первую очередь это связано с ограничительной политикой царизма в Российской империи, официальной интерпретацией белорусского языка как диалекта русского языка.
Идея первых белорусских школьных учебников возникла в начале XX века в среде Белорусской революционной партии, созданной по инициативе студента Санкт-Петербургского технологического института Вацлава Ивановского. Об этом свидетельствует обращение «К интеллигенции» осенью 1902 года, в котором сформулирована программа белорусского народного просвещения и издательства. Первым пунктом здесь было создание работ по совершенствованию белорусского языка и издание грамматики, для разработки которых планировалось обратиться к специалистам. Неизвестно, обращались ли активисты БРП и к кому обращались с этим вопросом, так как фактически никто из известных лингвистов того времени не занимался разработкой грамматики.
Между тем необходимость создания учебника была вызвана необходимостью выработки единых принципов белорусской орфографии, так как планировалось открыть постоянное издательство. Букварь можно было создать самостоятельно за относительно короткое время.
Ожидая появления учебника, Тётка (Алоиза Пашкевич) писала 28 июня 1906 года из Львова Брониславу Эпимаху-Шипило в Санкт-Петербург: « Я хочу узнать от вас, что слышно о букваре, готов ли он, будет ли у нас наша белорусская фонетика. Это очень важно, потому что сейчас я буду публиковать популярные для людей вещи, но я не знаю, чего придерживаться».
Рукопись букваря, очевидно, была обработана в 1904—1905 годах. Вацлав Ивановский сообщил Александру Ельскому в письме от 17 апреля 1906 года: «несколько „тутэйших“ жителей Санкт-Петербурга создали издательское сообщество, сейчас уже печатается букварь, будут двойные знаки, то есть, попросту говоря, будет два букваря».
В течение XIX века сформировалась практика издания белорусских книг и других изданий альтернативно — латиницей или кириллицей. Это отражало как специфику религиозной ситуации в Беларуси, так и мотивацию отдельных авторов. Решение опубликовать букварь в двух алфавитах, в отличие от практики XIX века, не благоприятствовало и не предопределяло будущее ни одного из алфавитов. Это удвоило стоимость печати, но они были не так высоки по сравнению с ожидаемым результатом, то есть развитием национального самосознания и интеграцией белорусского общества на основе общенациональной культуры. Григорий Семашкевич, например, утверждает, что на тот момент это было единственно правильное решение.
Из двух запланированных вариантов букваря версия латиницей была опубликована первой в типографии Пянтковского в Санкт-Петербурге (июль 1906 г.), а кириллическая версия появилась через несколько недель.

## Версия латиницей

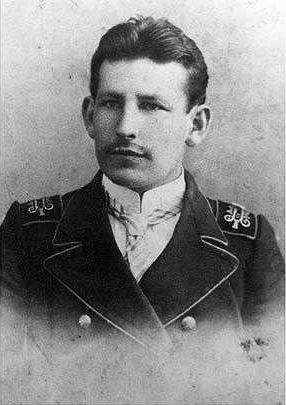
Вацлав Ивановский, 1904

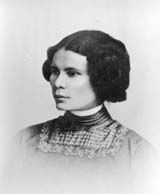
Алоиза Пашкевич

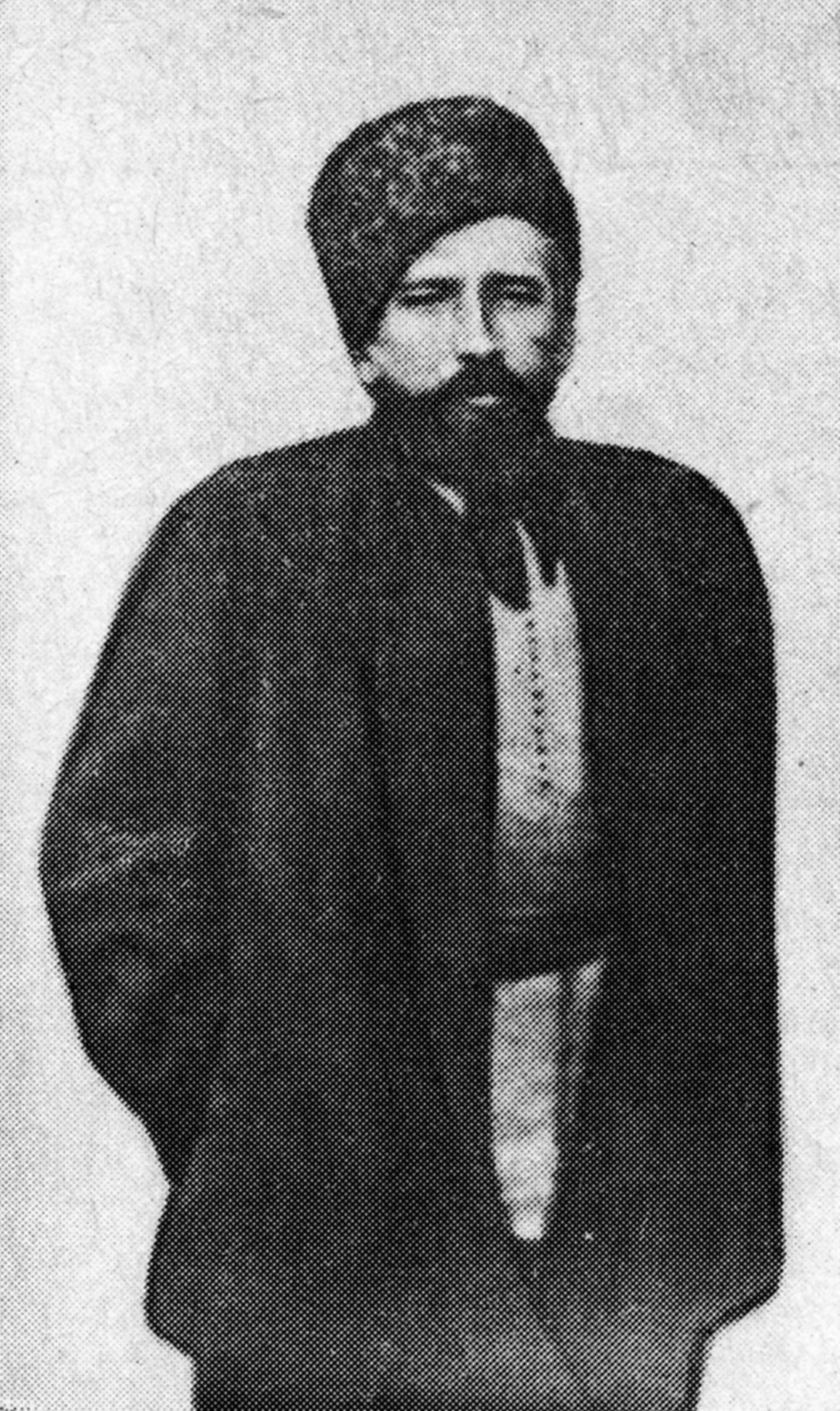
Казимир Костровицкий (Карусь Каганец)

Вопрос об анонимности учебника давно привлекает внимание исследователей. В 1920-е годы Николай Каспярович на основе исследования рукописей Казимира Костровицкого (псевд. Карусь Каганец) и его переписки с председателем издательского сообщества «Заглянет солнце и в наше оконце» Вацлава Ивановского высказал мнение, что автором букваря был К. Костровицкий. Этого мнения придерживались и более поздние исследователи. Якуб Колас и Павлина Мядёлка считали, что автором была Тётка (Алоиза Пашкевич), позже то же самое утверждала Лидия Оробей.
Юрий Туронок в 1980-х исследовал происхождение «Белорусского букваря» на основе ранее неиспользованных польских источников. Исследователь приводит факты, что работу над латинским вариантом букваря Вацлав Ивановский начал осенью 1904 года, когда проходил аспирантуру на сахарном заводе в Боровичах под Плоцком. В письме А. Ельскому от 24 февраля 1905 года Ивановский сообщил, что работа над букварём близится к завершению («будет готов к печати через месяц»). Таким образом, можно предположить, что латинский вариант букваря Ивановского был закончен самое позднее весной 1905 года. В цитируемом письме содержится информация о том, что образцом был незаконный на территории Российской империи польский букварь Казимежа Промыка (псевдоним Конрада Прушинского). Из-за запрета на преподавание польского языка в школах Российской империи этот учебник предназначался для домашнего использования и больше соответствовал белорусским условиям, чем русские буквари, используемые в государственных школах.
В графике предлагается использовать латинские символы «č», «š», «ž» вместо традиционных «cz», «sz», «ż», что, вероятно, было направлено на отличие белорусской латиницы от польского алфавита.

## Версия кириллицей
Юрий Туронок доказывает, что латинический вариант букваря был основой для создания кирилловского варианта, создание которого В. Ивановский поручил К. Костровицкому. В букваре Костровицкого было 19 рисунков, считается, что они принадлежали самому автору. Рисунки были простенькими — корова, женщина, сапог, мать, плетень, лен, рыба, заяц — но именно они стали первым образцом оформления детской книги в Беларуси. «Букварь» — настоящая авторская книга.
Не нашла поддержки издательства концепция К. Костровицкого использовать юго-западный диалект как основу для создания белорусского общенародного языка. В. Ивановский отдавал предпочтение среднебелорусским говорам, поэтому приготовленный К. Костровицким текст был поправлен. Но не все юго-западные диалектизмы были удалены, сохранились, например, следы оканья («познаваць», «покажы», «богатый»). Не употреблял К. Костровицкий и некоторые лексемы, встречавшиеся в латиническом варианте, он также упрекал В. Ивановского за употребление полонизмов и ввел в свой текст многие слова, которые отличались с точки зрения фонетики, морфологии, а иногда и смысла («раней» вместо «dauniej», «абодва» вместо «aboja»). Эти расхождения подтверждают, что два варианта учебника были делом разных авторов.

## Особенности правописания
Наименьшие трудности возникали при адаптации для потребностей белорусского языка латиницы, при употреблении которой опирались на нормы польского правописания. В использовании же кириллицы уже на рубеже XIX—XX в. выявились инновационные тенденции, которые имели целью приспособить тогдашний русский алфавит к требованиям белорусской фонетики. Поэтому в первые годы XX века возникло много разночтений, унификация которых стала существенной проблемой.
Важнейшая проблема, которую необходимо было решить во время работы над вторым вариантом, была в том, как избежать существующих расхождений в употреблении белорусской кириллицы. Из рукописей К. Костровицкого следует, что он не имел об этом последовательного мнения. К примеру, он пользовался разными знаками смягчения — апострофом и мягким знаком (мысл', болиць), неслоговое «и» выражал как буквой «й», так и «ǐ» (рай, маǐ), а «о» после мягкого согласного — или при помощи «ё», или «іо», или даже «ǐо» (ён, іон, ǐон). В рукописях К. Костровицкого не встречается буквы «щ», которую он последовательно заменял сочетанием «шч».
Неизвестно, какой из своих концепций правописания он придерживался в приготовленном тексте букваря. Видимо, последнее слово в этом принадлежало издательству, точнее — В. Ивановскому, а появление в напечатанном тексте сочетания «йо» вместо «ё» или «іо», которого не было в рукописях К. Костровицкого, свидетельствовало, что не все его идеи были приняты. Зато несомненным изобретением К. Костровицкого был новый знак «шч», который был принят издательством и навсегда вошел в белорусский алфавит.
Интересная черта букваря в языковедческом аспекте в том, что здесь впервые используется белорусская лингвистическая терминология. Это были общие термины, их охват совпадает с терминами, применяемыми в учебнике К. Промыки, то есть последний использовался как основа для белорусских понятий. Надо заметить, что некоторые из них («знаки застановочные», «працяжка») более точно отражали значение, чем термины, предложенные К. Промыкой.

## Содержание
Учебник был издан как латиницей, так и кириллицей, из чего следовало, что букварь предназначался как для католиков, так и для православных. Издатели стремились нейтрализовать последствия религиозной разобщенности общества путем пробуждения общенационального сознания:
Знаем мы все, что меж нами полещуками, белорусами, или как мы себя еще называем — тутейшими, есть католики и православные, католики больше к латинским буквам, что несправедливо «польскими» называют, привыкли; православные — к славянским, или как говорят к «русским», привыкли. Эти русские - это же наши исконные белорусские, а латинскими теперь весь мир пишет. Или раз у нас ссора бывает: сойдутся католик с православным и ссорятся «ах ты, скажет, поляк, — а ты москаль». И оба неведомо, что говорят: ни тот поляк, и ни этот москаль, оба они хоть разной веры, а народу одного, ибо оба выросли на землице здешней Полесской — белорусской и первое слово на языке нашем родном от родителей услышали, а ссорятся только себе на обиду и на срам, людям на смех. Вот и нарочно издаем букварь двойными знаками, выбирай, что по нраву, чтобы всякий узнал, что есть и такие, и сякие знаки, а звуки, слоги и слова те же, язык тот же, и люди, что языком одним говорят, — братья родные.

Оригинальный текст (бел.)Ведаем мы ўсе, што меж нами палешуками, беларусами, ци як мы сябе яшчэ называем — тутэйшыми йосьць каталики и праваслаўные, каталики больш да лацинских литэр — што йих несправядлива «польскими» называюць, прывыкли; праваслаўные — да славянских — ци як кажуць да «руских» прывыкли. Гэтые руские — гэтаж нашы спрадвечные беларуские, а лацинскими цяпер увесь сьвет пишэ. Ци раз у нас сварка бывае: зыдуцца каталик з праваслаўным и сваруцца «ах ты, кажэ, паляк, — а ты маскаль». И абодва ня ведама што кажуць: ани той паляк, ани гэты маскаль, абодва яны хоць рознае веры, а народу аднаго, бо абодва вырасли на зямельцы тутэйшай палескай — беларускай и першае слова ў мови нашай бацькаўскай ад бацькоў пачули, а сваруцца тольки сабе на крыўду и на сорам, людзям на сьмех. Вось і знарок выдаем лемэнтар дваякими знаками, выбирай, што спанараўна, каб усяки пазнаў, што ци такие, ци сякие знаки, а зыки, склады и словы тыеж, мова — таяж и людзи што мовай адной гаворуць — браты родные.

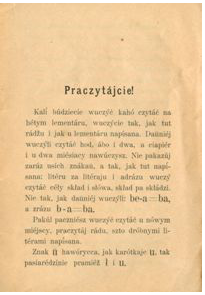
Предисловие с советами, как лучше научить читать

Примером для создания учебника был польский букварь К. Промыки. Из него была перенята методика обучения, указания для учителя, как распознавать буквы и слоги, вводные упражнения, алфавит, толкование гласных и согласных, написание имен собственных и цифр, названия знаков препинания. Была адаптирована даже часть иллюстративного материала. Некоторые элементы этого учебника были переведены на белорусский язык дословно или с несущественными модификациями, например, предисловие с советами, как лучше научить читать:
Читай, брат. Если хочешь, кого учить читать, то учи, как я тебе советую и как в этом букваре показано. До сих пор еще учат иногда так, что требуется год или два года, чтобы научить читать; а между тем, есть гораздо лучший новый способ, которым можно научить за 8 или даже 5 недель... Не начинайте учить сразу весь алфавит, а покажите только несколько букв, которые находятся в начале этого букваря, и учите от начала до конца, как написано в этом букваре. Прежде чем начать преподавать в новом месте, сначала прочитайте совет, который напечатан для вас мелкими буквами, и учите, как там сказано.

Оригинальный текст (пол.)Przeczytaj, bracie, jeżeli zechcesz kogo uczyć czytać, to ucz koniecznie tak, jak ci poradzę i jak w tym elementarzu pokazano. Dotąd jeszcze uczą nieraz tak, że potrzeba roku albo dwóch lat, żeby czytać nauczyć; a tymczasem jest daleko lepszy nowy sposób, że można nauczyć w 8, a nawet w 5 tygodni... Nie zaczynaj od razu uczyć całego abecadła, ale pokaż tylko kilka liter, które są na początku w tym elementarzu, i ucz od początku aż do końca tak, jak w tymże elementarzu napisano. Zanim zaczniesz uczyć w nowem miejscu, to wpierw przeczytaj radę, która jest wydrukowana dla ciebie drobnemi literami i ucz zapełnię tak, jak tam powiedziano.
Прочитайте! Когда будете учить кого-то читать по этому букварю, учите так, как тут советуется и как в букваре написано. Раньше учили читать год или два, а теперь и за два месяца обучают. Не показывай сразу все знаки, а так, как тут написано: букву за буквой и сразу учи читать весь слог или слова, слог за слогом... Когда начнешь учить читать в новом месте, прочитай совет, написанный мелким шрифтом.

Оригинальный текст (бел.)Praczytajcie! Kali budziecie wuczyć kaho czytać na hetym lemantaru, wuczycie tak, jak tut radżu i jak u lemantaru napisana. Daŭniej wuczyli czytać hod abo i dwa, a ciapier i u dwa miesiacy nawuczysz. Nie pakazuj zaraz usich znakaŭ, a tak, jak tut napisana: literu za literaj i adrazu wuczy czytać ceły skład i słowa, skład pa składzi... Pakul paczniesz wuczyć czytać u nowym miejscy, praczytaj radu, szto drobnymi literami napisana.
После знакомства с определенным звуком предлагалось прочитать сначала открытые слоги, односложные и двусложные слова, разделенные на слоги, потом — предложения и небольшие тексты. Знакомство с печатной (различных шрифтов) и рукописной (строчной и прописной) буквами проводилось параллельно с выделением звука. Порядок изучения звуков и букв был таков: а, э, п, о, у, ы, м, б, т, я, е, ю, йо, ц, н, л, в, к, п, з, д, с, г, х, ж, да, дж, р, ш, ч, ў, ь.
По своей лексике букварь был близок к живому народному языку — среднебелорусским говорам. В нем в качестве учебного материала использовалось много пословиц, остроумных народных изречений, сравнений. Содержание текстов было связано с жизненным опытом детей (преимущественно с родной природой).
С дидактической целью использовались предметные рисунки. Как заметил Григорий Семашкевич, все иллюстрации, слова или объяснения звуков опирались на примеры из жизни белорусской деревни, которая должна была способствовать лучшему усвоению учениками содержания. Этим целям служили и три коротких рассказа, которых не было в учебнике К. Промыки, например «Дед и баба» — переделка популярного стихотворения Юзефа Крашевского.
В конце книги давались элементарные сведения из разных отраслей языковедения: из фонетики — слово, слог, звук («зык»), гласные («самагалосныя»), согласные («сагалосныя») звуки; из графики — буква, знак краткости в буквах й, ў, знак ударения, буквы ь, ъ; из пунктуации — назывались знаки препинания («застановачныя знаки») и давались образцы их графического обозначения: точка, двоеточие, запятая «закавыка», точка с запятой «кропка з закавыкай», восклицательный знак, вопросительный знак «пытаннік», дефис «злуч», тире «працяжка», кавычки «чужаслоў», многоточие «недасказ»; из орфографии — написание прописной буквы в начале предложения, после точки, в именах и фамилиях людей, названиях городов, местечек, деревень, рек, озер. Приводились также цифры от 1 до 10. В конце давался алфавит, напечатанный латиницей и кириллицей.
Некоторые советы были и на отдельных страницах.

## Итоги
Новость о выходе учебника первой поместила виленская газета «Наша доля» в начале сентября 1906 г. «Белорусский букварь» встретил заинтересованность потребителей, о чем свидетельствует то, что он быстро исчез из публичных объявлений издательского сообщества «Заглянет солнце и в наше оконце».
Выход первого букваря современного белорусского языка в заинтересованных польских и российских кругах был воспринят как беспримерный призыв белорусского народа к возрождению своей культуры, как попытка повернуть круг истории. Первые отзывы в печати отражали удивление и обеспокоенность этих кругов от неожиданного появления на арене, где до сих пор доминировали и сталкивались польские и российские культурные влияния, белорусского национального фактора.
По горячим следам виленский «Kurjer Litewski» поместил на первой полосе комментарий, подписанный криптонимом, под которым выступил, видимо, редактор газеты Чеслав Янковский. Появление букваря "Kurjer Litewski " оценил положительно. «Почему же белорусам нельзя хотя бы в начале XX века запеть свою „Богородицу“ или дождаться своих Челаковских, Коларов и Шафариков, своих Даукантов и Волончевских? Лучше поздно, как никогда. Собственный, родной, национальный букварь! Это, если говорить коротко, лучик собственной культуры. Так значит, существует и белорусская культура? Естественно, тем более, если под культурой мы будем понимать неповторимость национальной сущности… научиться читать и писать по-белорусски — это же первый, пресвятой национальный долг каждого белоруса», — делал вывод автор. Тем не менее журналиста не оставляли опасения за то, куда будет направлено дальнейшее развитие белорусского движения.
Издание белорусского букваря пришлось на время, когда спрос общества на белорусские книги пробудился революционными событиями. Но надежды на разрешение царских властей открыть официальные белорусские школы не сбылись, поэтому в отдельных местностях было организовано подпольное обучение. При этом авторы имели решительное намерение издавать букварь даже в нелегальных условиях и пробудить интерес общества к своей инициативе. Среди рассказов, служивших материалом для обучения читать, нашелся такой, который выражал отношение его создателей к реализованной задаче: «Они берутся за это дело и думают, что оно им удастся». Этим «делом» было создание общенационального белорусского языка и его популяризация.
Выход букваря на десятилетие опередил возникновение первых белорусских публичных школ, поэтому его использование ограничивалось домашним употреблением, а также подпольными белорусскими школами. Этот учебник впервые в истории был попыткой очертить основные принципы правописания современного белорусского языка, предлагал некоторые лингвистические термины, а также специфическую графику. Поэтому «Белорусский букварь» служил для писателей и издателей хоть и не обязательным, но единственным к Первой мировой войне своего рода практическим пособием. При таком состоянии вещей значение учебника можно рассматривать не только в общественной и педагогической плоскости, но также и в контексте развития белорусского языкознания.
Созданные в конце 1904-в начале 1905 г. первые белорусские языковедческие термины впоследствии были доработаны. Некоторые из них были сильно изменены (например, запятая «коска» вместо «закавыка»), но большинство стали прочным достоянием белорусского языкознания и были приняты в таком же звучании (слог «склад», гласный «галосны», восклицательный знак «клічнік» и др.) или только с фонетическими и морфологическими изменениями, как например вопросительный знак «пытаннік» — «пытальнік», тире «працяжка» — «працяжнік». Сформулированные в учебнике принципы Евфимий Карский назвал началом специфического белорусского правописания. Со временем они были развиты и усовершенствованы.